# Ilona mecklenburg–schwerini hercegnő
Ilona (németül: Helene Luise Elisabeth, Herzogin zu Mecklenburg, franciául: Hélène de Mecklembourg-Schwerin, duchesse d’Orléans, Ludwigslust, 1814. január 14. – Richmond, 1858. május 18.) mecklenburg–schwerini hercegnő, Orléans hercegnéje, francia trónörökösné.

## Élete
1837. május 30-án Ilona hercegnő a fontainebleau-i kastélyben feleségül ment Ferdinánd Fülöp orléans-i herceghez (1810–1842), I. Lajos Fülöp francia király fiához. A házasságból két gyermek született:
- Fülöp orléans-i herceg, Párizs grófja (1838–1894)
- Robert d’Orléans, Chartres  hercege (1840–1910)

1842-ben a férje kocsibalesetben veszítette életét.
1848 február 24-én a francia nemzetgyűlés előtt Ilona hercegnő kétségbeesetten és sikertelenül próbálta megmenteni a monarchiát a fiának, Fülöp orléans-i hercegnek. Utána menekült Eisenachba ahol 1851-ben díszpolgár lett.

## Fordítás
- Ez a szócikk részben vagy egészben  a   Helene zu Mecklenburg(-Schwerin) című német Wikipédia-szócikk fordításán alapul.  Az eredeti cikk szerkesztőit annak laptörténete sorolja fel. Ez a jelzés csupán a megfogalmazás eredetét és a szerzői jogokat jelzi, nem szolgál a cikkben szereplő információk forrásmegjelöléseként.